# Ila Naga
Ila Naga o Illa Naga (Eluna o Elluna) fou rei d'Anuradhapura (Sri Lanka) del 38 al 44. Era nebot de la reina Sivali a la que va succeir però fou enderrocat al cap de pocs mesos, retornat després d'un interregne de tres anys (35 a 38) i recuperant el poder que va conservar fins al 44.
En el seu primer any de regnat (any 35) va visitar el Tissa Wewa amb un gran nombre d'assistents (lambakannes) que es van quedar allí quan el rei va tornar; el rei, molest per la manca dels seus assistents, ple d'ira, els va castigar ordenant-los trepitjar la terra al costat del dipòsit per preparar una gran thupa (dagoba) que tenia intenció de construir i els va posar com a supervisors a membres de la casta inferior dels chandales. Això els va indignar i es van revoltar amb suport de la població, i van empresonar al rei al seu propi palau.
El rei va aconseguir escapar amb ajuda de la seva esposa, muntat en el seu elefant Mahatitha-Mantotte, per la porta del nord-oest. A partir d'aquí va poder arribar a l'Índia en un vaixell. Tres anys després va tornar amb un petit exèrcit reunit a l'Índia i va desembarcar a Sakarasobba (un port no gaire lluny de Hambantota). Se li van unir molta gent del districte que van reforçar el seu exèrcit i va retrobar al seu elefant (que en la seva absència s'havia quedat a la jungla) que instintivament el va anar a rebre i va mostrar gran alegria pel retrobament. Per assegurar la fidelitat de la població va fer reparar i engrandir el temple de Naga Maha Vihara (Tissamaharama) i els tancs d'aigua Tissa Wewa i Dura Wewa i finalment es va sentir prou fort per iniciar la campanya contra els lambakannes que al seu torn s'havien preparat per enfrontar-lo.
Van seguir una serie de combats no decisius; en el darrer combat, l'exèrcit reial va estar a punt de ser derrotat quan Ila Naga va tenir l'audàcia de sortir de la línia i carregar amb fúria amb el seu elefant, canviant el rumb de la batalla; va seguir una carnisseria i no va passar molt temps abans que Ila Naga entrés a la seva capital en triomf amb un gran nombre de lambakannes captius; va entrar al jardí del seu palau eufòric per haver recuperat el seu regne i va recordar el fet que el lambakannes havien estat els destructors de la seva antiga prosperitat i llavors va donar l'ordre als seus oficials de decapitar-los; però cedint a la intercessió de la seva mare va moderar el seu càstig i "només" els va fer tallar el nas i els peus perquè servissin com a exemple vivent del que passaria als que seguissin els seus passos. Com agraïment al seu fidel elefant, que l'havia esperat tres anys, li va concedir les rendes de tota la província on s'havia refugiat durant tres anys mentre esperava al seu amo.
Ila Naga va governar sis anys i va morir a Anuradhapura l'any 44. El va succeir el seu fill Candamukha Siva (Sanda Muhuna) .